# 宝井梅福
宝井 梅福（たからい うめふく、2月6日 - ）は、講談協会所属の講談師。本名∶義達 篤子。

## 経歴
国際短期大学卒業。
1997年12月、宝井琴梅に入門。
1998年3月に前座となる。前座名は「梅星」。
2001年4月、二ツ目昇進。
2010年10月、真打昇進。「梅福」と改名。

## 芸歴
- 1997年12月 - 宝井琴梅に入門
- 1998年3月 - 前座となる、前座名「梅星」。
- 2001年4月 - 二ツ目昇進。
- 2010年10月 - 真打昇進、「梅福」と改名。

## 活動
浅草演芸ホール8月中席で毎年行われる住吉踊り連に所属している。